# Pont d'Arc
Pour les articles homonymes, voir Pont (homonymie), d'Arc, Arc et Vallon-Pont-d'Arc.
Le pont d'Arc est une arche naturelle monumentale et pittoresque des gorges de l'Ardèche, en Ardèche, à 5 km du village de Vallon-Pont-d'Arc, aux limites territoriales des communes de Vallon-Pont-d'Arc et Labastide-de-Virac. Inclus dans la réserve naturelle nationale des gorges de l'Ardèche, il est depuis le 24 janvier 1931 un site naturel classé de l'Ardèche.

## Description et situation
Cette arche naturelle, haut lieu de tourisme dans l'Ardèche, est formée par l'Ardèche (rivière), et surnommée « porte d'entrée naturelle » des gorges de l'Ardèche, avec une longueur de 59 m, pour 54 m de hauteur. Le pont d'Arc est le seul cas en France d'arche de pierre surplombant une rivière encore en activité.

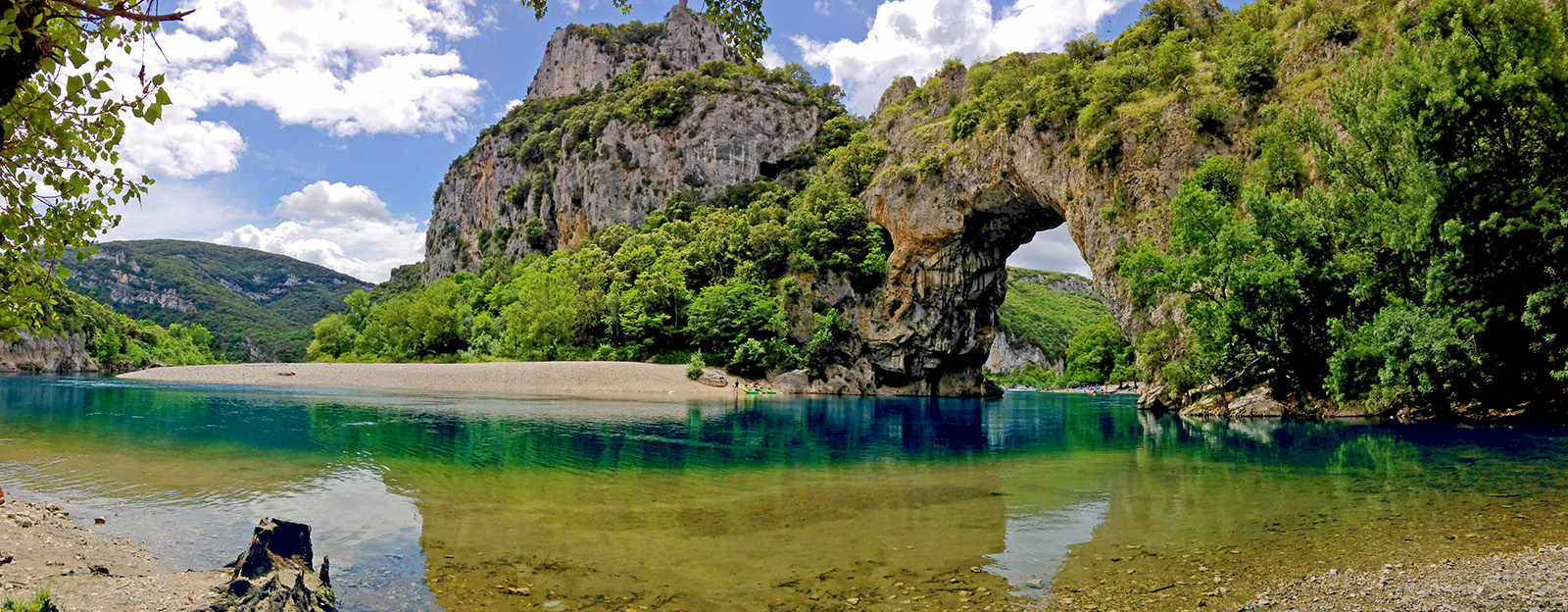
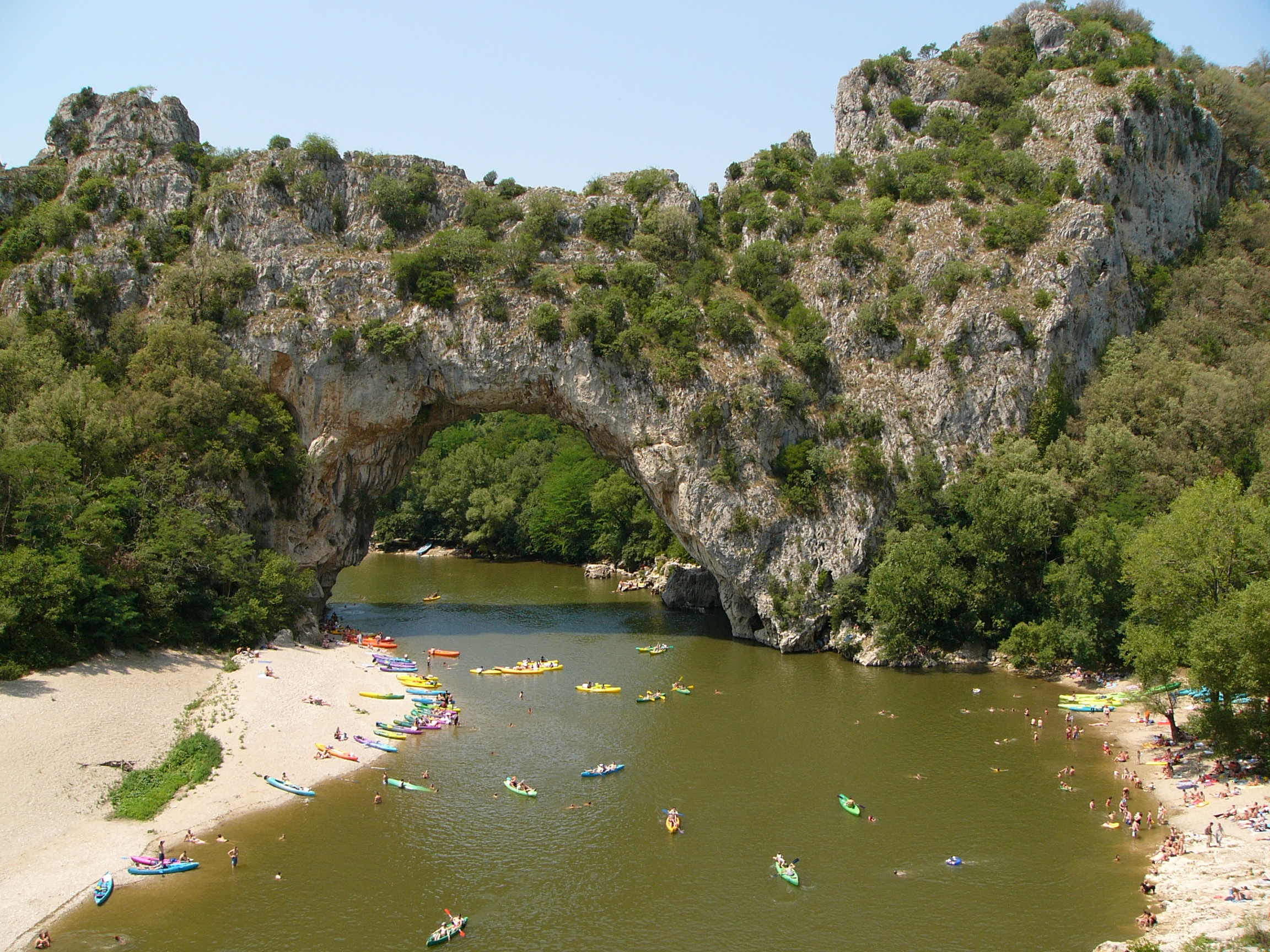

## Géologie
L’arche naturelle du pont d’Arc s’est formée il y a environ 124 000 ans, par un long effet d’érosion karstique dans la roche calcaire (zones karstiques en France). L’eau de l'Ardèche (rivière) s’est engouffrée progressivement, depuis 500 000 ans, et a creusé avec le temps une immense ouverture naturelle dans la falaise (avec des niveaux d'eau et de crues violentes variables selon les saisons) pour progressivement quitter le méandre de la Combe d’Arc (également dénommé cirque d’Estre) qui fut son lit avant la formation de l'arche. Autrement dit, l’eau de la rivière s’est infiltrée progressivement dans la roche calcaire pour créer par l’érosion une immense ouverture sur les gorges de l’Ardèche.

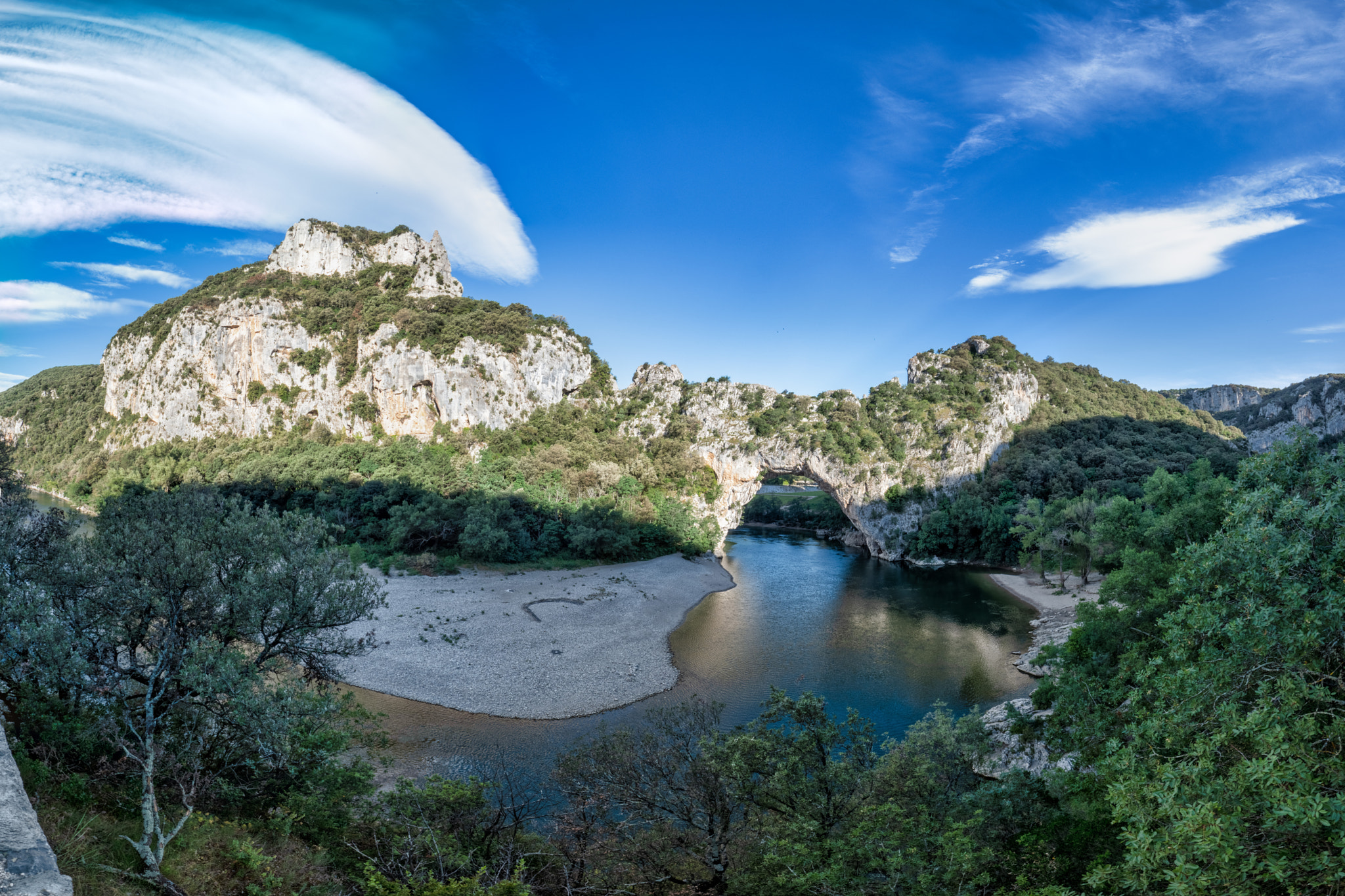
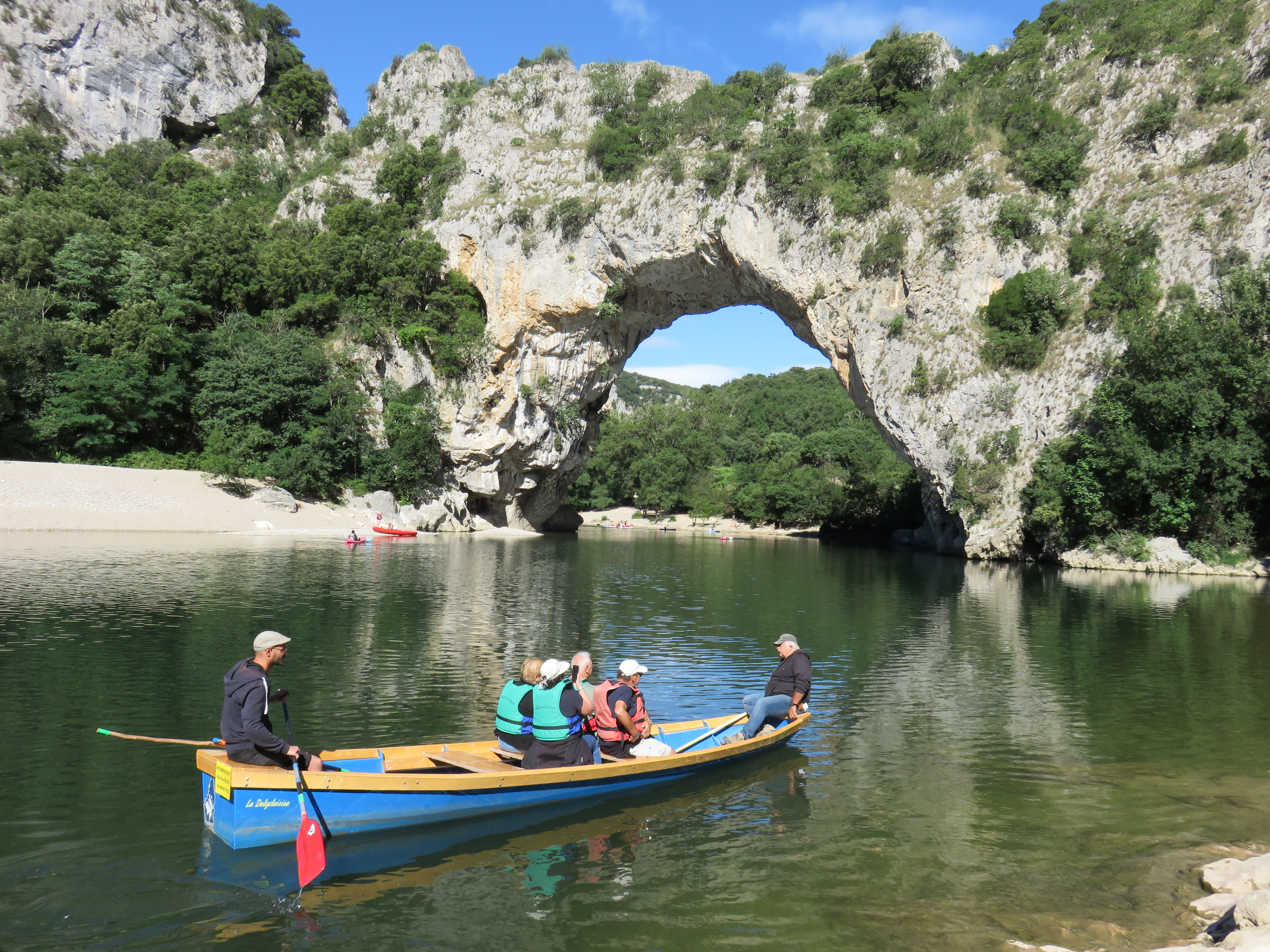
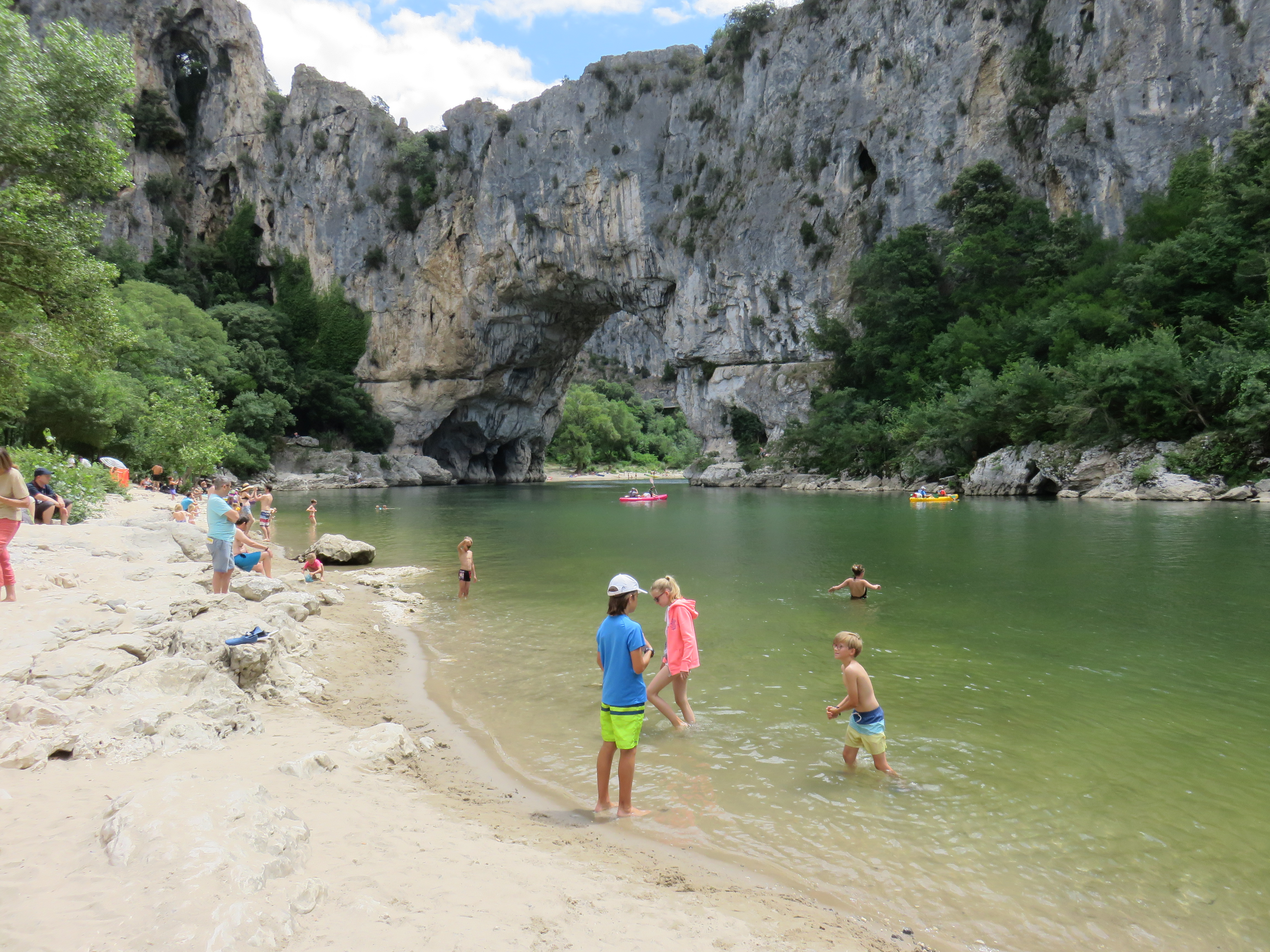
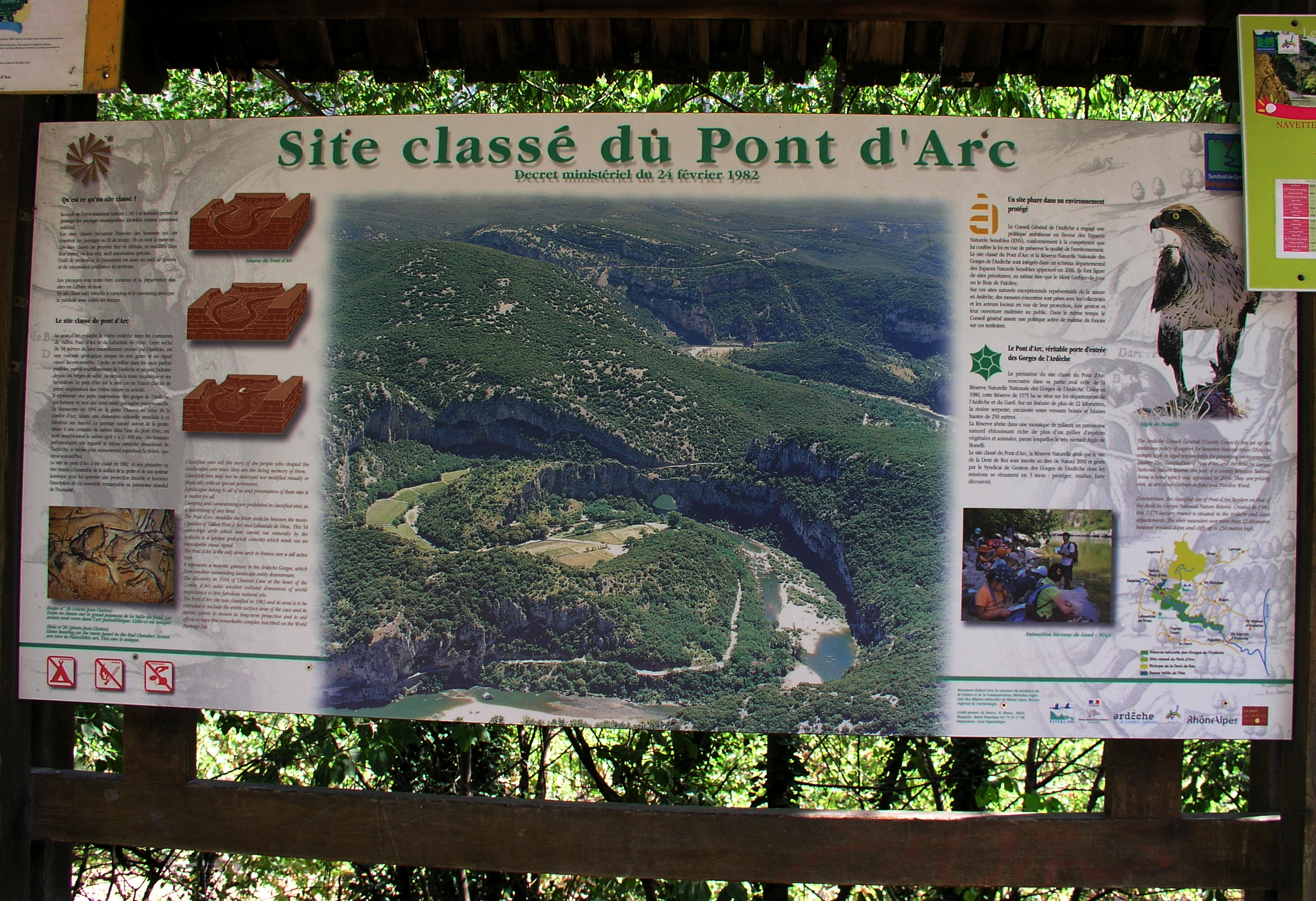

Le pont d'Arc est normalement destiné à disparaître naturellement par érosion dans quelques milliers, voire quelques millions d'années, et d'autres méandres de l'Ardèche peuvent en former de nouveaux avec le temps.

## Histoire

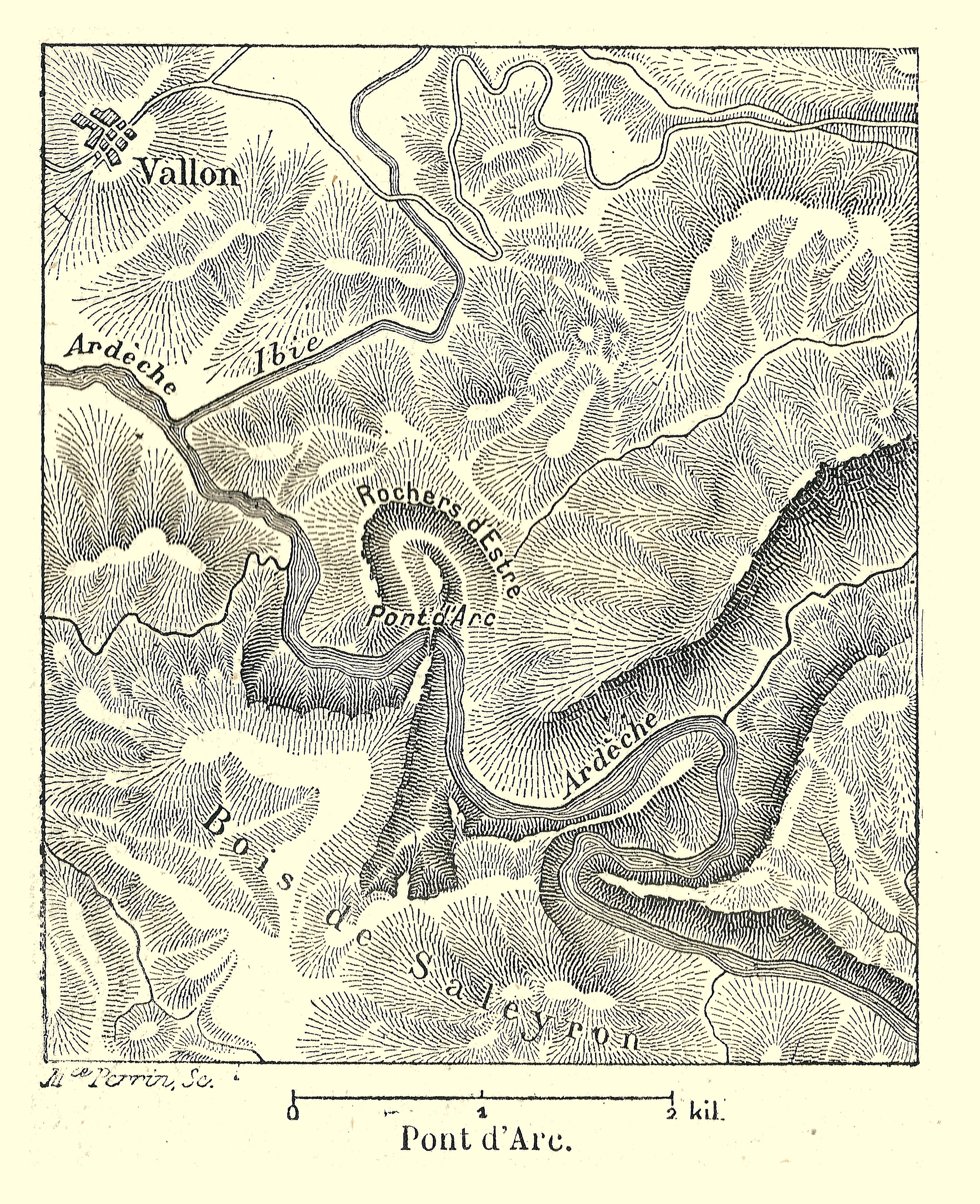
Carte de 1894, du pont d'Arc, qui montre l'ancien méandre.

Longtemps utilisé comme seul passage piéton local naturel de l'Ardèche (rivière), ce pont naturel est situé dans une zone de forte concentration de grottes ornées (parmi les plus anciennes connues du monde), fréquentées il y a environ 30 ou 40 000 ans par des Homo sapiens (également dénommé homme de Cro-Magnon, ou aurignacien) de la période paléolithique, dont les grotte Chabot, grotte de Saint-Marcel, grotte Chauvet (et grotte Chauvet 2 ou caverne du Pont-d'Arc), grotte des Huguenots, grotte d'Ebbou, et aven d'Orgnac… Il est desservi par l'ancienne voie romaine d'Antonin du IIe siècle.

## Tourisme
Cet arc de triomphe spectaculaire naturel et sa vaste réserve naturelle nationale des gorges de l'Ardèche, sont, depuis le XIXe siècle, un des hauts lieux de vacances et du tourisme dans l'Ardèche, avec sa garrigue et sa flore méditerranéenne, ses sentiers de randonneurs, ses plages, baigneurs, pêcheurs, campeurs, grimpeurs, spéléologues, photographes, cyclistes, et pratiquants de canyoning et de canoë-kayak (qui passent naturellement sous ce pont avant 24 km de descente des gorges de l'Ardèche, jusqu'à Saint-Martin-d'Ardèche)[réf. nécessaire].

## Quelques défis sportifs
- 2017 : le grimpeur américain Chris Sharma enchaîne l'ascension de la voute (8b+?)[7] en psicobloc, avec des passages-clés situés entre 20 et 30 m[8].
- 2020 : le Français Sébastien Tyrode passe sous l'arche avec un paramoteur, le 24 février 2020.

## Contes et légendes
Le site est lié à une légende « diabolique » locale : un seigneur de Sampzon se maria autrefois avec une jolie fille du village de Vallon qui avait beaucoup de prétendants. Le châtelain jaloux l'enferma alors dans une tour située sur la plate-forme du rocher de l’Arc non creusé par les eaux. Un jour, un pèlerin bien laid vint demander asile au châtelain qui, sans méfiance, l'accueillit dans son domaine. Il en profita pour délivrer la jeune femme et prendre la fuite avec elle. Le seigneur les aperçut du haut de sa tour, disparaissant derrière la Combe. Aussitôt, le jaloux tomba à genoux et pria Dieu de lui rendre sa femme. Il fut exaucé, la montagne s'ouvrit dans un grand fracas, les eaux passèrent alors sous elle et portèrent la barque du pèlerin et de la belle aux pieds du seigneur. Contraint de rendre la femme, le pèlerin se transforma alors en diable cornu et disparut.